# Lucille Bliss

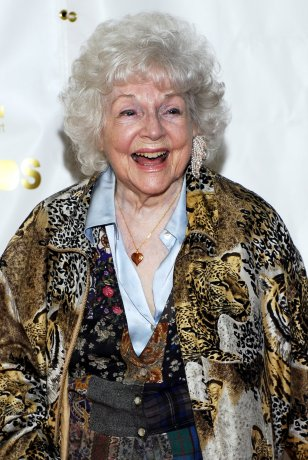
Lucille Bliss, 2007

Lucille Theresa Bliss (* 31. März 1916 in New York City, New York; † 8. November 2012 in Costa Mesa, Kalifornien) war eine US-amerikanische Schauspielerin und Synchronsprecherin.

## Biografie
Lucille Bliss hatte ihre erste Sprechrolle 1950 in Cinderella. Seitdem hat sie in vielen Filmen, meist in Sprechrollen mitgewirkt. Sie lieh zudem neun Jahre lang Schlumpfine ihre Stimme in der englischen Originalfassung.
Am 8. November 2012 starb Bliss im Alter von 96 Jahren in einem Altersheim im kalifornischen Costa Mesa.

## Filmografie (Auswahl)
- 1950: Cinderella
- 1950–1952: Crusader Rabbit (Fernsehserie, zehn Folgen)
- 1961: Familie Feuerstein (The Flintstones)
- 1961: 101 Dalmatiner
- 1966–1967: The Space Kidettes (Fernsehserie)
- 1967: Funnyman
- 1979: Casper the Friendly Ghost: He Ain’t Scary, He’s Our Brother
- 1981: Hug Me
- 1982: Mrs. Brisby und das Geheimnis von NIMH (The Secret of NIMH)
- 1988: Eine verrückte Reise durch die Nacht (The Night Before)
- 2005: Blue Harvest Days
- 2007: Up-In-Down Town
- 2010: I’m Just a Pill
- 2012: Unwrap An Expletive